# Brouzet-lès-Quissac
Brouzet-lès-Quissac este o comună în departamentul Gard din sudul Franței. În 2009 avea o populație de 231 de locuitori.

## Evoluția populației
| An        | 1975 | 1982 | 1990 | 1999 | 2006 | 2009 |
| --------- | ---- | ---- | ---- | ---- | ---- | ---- |
| Populație | 93   | 129  | 155  | 200  | 236  | 231  |